# 유엔 안전 보장 이사회 결의 제109호
유엔 안전 보장 이사회 결의 제109호는 1955년 12월 14일 채택되었다. 알바니아 사회주의 인민공화국, 오스트리아, 불가리아 인민공화국, 캄보디아 왕국, 실론 자치령, 핀란드, 헝가리 인민공화국, 아일랜드, 이탈리아, 요르단, 라오스 왕국, 리비아 왕국, 네팔 왕국, 포르투갈 제2공화국, 루마니아 사회주의 공화국, 프랑코 정권(스페인)의 가입 신청을 검토하라는 유엔 총회의 지시가 있은 후, 안전 보장 이사회는 16개국에 유엔에 가입할 것을 권고하였다.
이 결의안은 8표의 찬성으로 채택됐으며 벨기에, 중화민국, 미국은 기권하였다.

## 같이 보기
- 유엔 안전 보장 이사회 결의 제101 ~ 200호 목록